# 독립개신교회
독립개신교회(獨立改新敎會, Independent Reformed Church)는 1964년에 대한민국 서울특별시에서 김홍전 박사가 목회하던 성약교회를 모태로 출범한 개신교 교단이다. 기존 개신교 교단과는 독립적으로 개혁주의에 충실한 교회를 표방하며 시작하였다.

## 소속교회들
서울 성약교회, 안양 강변교회, 대전 성은교회, 전주 한사랑교회가 교단을 구성하고 있다.

## 같이 보기
- 김홍전
- 최낙재